# 세종 리첸시아 파밀리에
세종 리첸시아 파밀리에(영어: Sejong RIichensia Familie)는 대한민국 세종특별자치시 산울동 행정중심복합도시에 위치한 아파트 단지다.

## 같이 보기
- 세종특별자치시의 마천루 목록